# Les Végétaloufs
 (décembre 2020).
Si vous disposez d'ouvrages ou d'articles de référence ou si vous connaissez des sites web de qualité traitant du thème abordé ici, merci de compléter l'article en donnant les références utiles à sa vérifiabilité et en les liant à la section « Notes et références ».
Les Végétaloufs (VeggieTales) est une série vidéo d'animation 3D américaine créée par Phil Vischer et Mike Nawrocki et produite par Big Idea avec des légumes anthropomorphes dans des histoires véhiculant des thèmes de la Bible et des réflexions chrétiennes.
Sorti pour la première fois en 1993 sur VHS, puis sur DVD et Blu-ray jusqu'en 2015. Le succès des vidéos a conduit à plusieurs séries télévisées dérivées, telles que « VeggieTales on TV ! » , diffusée sur NBC de 2006 à 2009, deux séries Netflix en 2014 et 2017, et une série produite par Trinity Broadcasting Network en 2019.

## Historique
La série a été créée par Phil Vischer et Mike Nawrocki quand ils ont voulu faire une série de vidéos pour enseigner aux enfants les histoires et les enseignements de la Bible, tout en le rendant amusant et divertissant.
Phil a commencé en 1990 quand il a voulu utiliser des barres de bonbons comme base. Cependant, sa femme rejeta l'idée, car elle pensait que ça pourrait avoir une mauvaise influence sur les enfants. Il a donc choisi des légumes. Il a choisi ces objets car ils étaient faciles à animer par rapport aux personnages avec des membres, des vêtements ou des cheveux à cause des limitations sur les graphismes 3D au début des années 1990.
Phil a ensuite rejoint Mike Nawrocki, avec qui ils ont fait des spectacles de marionnettes dans un collège biblique. Phil en a préparé un sur La Princesse au petit pois, mais raconté du point de vue du pois, cependant ça n'a jamais abouti à un spectacle de marionnettes. En fin de compte, les croquis de Phil sont devenus la base pour VeggieTales.
Le nom lui-même est venu de Mike Nawrocki, estimant que c'était un bon titre pour des légumes racontant des histoires (vegetables voulant dire légumes).
Alors que Toy Story est considéré comme le premier film d'animation à utiliser l'imagerie par ordinateur pour le cinéma, VeggieTales est la première série vidéo en utilisant ce type d'animation avant la sortie du film.
La série a commencé avec seulement un ou deux épisodes par an, jusqu'à ce que la société grandisse et a produise trois vidéos par an à partir de 2014. Depuis lors, aucun nouvel épisode de la série n'a été produit.
Netflix diffuse, depuis 2014 une série d'épisodes de 11 minutes Les Végétaloufs dans la place, série suivie en 2017 par Les Végétaloufs dans la ville (en)

## Distribution

### Voix
- Phil Vischer: Bob the Tomato / Phil Winklestein / Monster #2 / Silly Song Narrator / Archibald Asparagus / Scallion #1 / Pa Grape / Tom Grape / Jimmy Gourd / Mr. Lunt / Mr. Nezzer / Goliath / Percy Pea / Philippe Pea / Apollo Gourd
- Mike Nawrocki: Larry the Cucumber / Lumpy / Monster #3 / Scallion #2 / The Peach / Jerry Gourd / Jean-Claude Pea
- Lisa Vischer: Junior Asparagus / Mom Asparagus (voix actuelle) / Angel / Coconuts
- Gail Freeman: Mom Asparagus (première voix) / The Pear / Lovey Asparagus / Narrator (Daniel and the Lions' Den) / Madame Blueberry (deuxième voix) / The Rumor Weed
- Mike Sage: Scallion #3
- Dan Anderson: Dad Asparagus
- Jim Poole: Scooter
- Kristen Blegen: Laura Carrot
- Chris Olsen: Christophe Pea
- Megan Moore Burns: Madame Blueberry (première voix)
- Tim Hodge: Khalil
- Jackie Ritz: Barbara Manatee / Laura Carrot (deuxième voix) / Madame Blueberry (troisième voix)
- Cydney Trent: Petunia Rhubarb
- Megan Murphy: Madame Blueberry (voix actuelle) / Mom Asparagus (quelques épisodes) / Laura Carrot (un épisode)